# Carmen Juan
Carmen Juan Pérez, conocida como Carmen Juan (Barcelona, 18 de diciembre de 1961) es una periodista española. Ha desarrollado su carrera profesional especialmente en radio. Su trayectoria profesional está estrechamente ligada a la de la periodista Julia Otero, como número dos en programas de radio y televisión.  Es autora del libro No puedo tener hijos (2002) en el que denunció la presión de la sociedad sobre las mujeres en relación con su maternidad. Desde 2007 es subdirectora del programa de radio "Julia en la Onda" en Onda Cero.

## Trayectoria
Es licenciada en Ciencias de la Comunicación por la Universidad Autónoma de Barcelona (1989), donde posteriormente ha sido profesora asociada de redacción y locución en medios audiovisuales y profesora de producción y realización en Radio. También ha sido profesora de comunicación en el Institut de Formació Política per a Dones de la Diputación de Barcelona y en EAE Business School.
Empezó su carrera profesional en la radio, en los servicios informativos de Radio Miramar de Barcelona. Posteriormente trabajó en Radio Juventud, Radio Hospitalet, Agencia Efe, Radio Barcelona y Cadena Ser, TVE, RAC1, TV3. También ha colaborado con El Periódico y el Magazine de La Vanguardia, entre otros medios escritos, abordando temas sociales, psicológicos y de salud. 
En 1989 fue subdirectora y coordinadora del programa “La Luna”, emitido por TVE, dirigido por Sergi Schaaff y presentado por Julia Otero. También fue subdirectora de  “La Radio de Julia” en Onda Cero, premio Ondas en 1994.
Ha dirigido y presentado las ediciones de verano de “La radio de Julia” en Onda Cero y “A vivir que son dos días” en la Cadena Ser y los programas “Lo que hay que oír” en Radio Barcelona, "La Terraza” en Onda Cero o “El Auditori” en RAC1. 
De 2000 a 2004 fue subdirectora de “La Columna”, el programa de tarde de TV3.
En enero del 2002 publicó, en Plaza y Janés, el libro de autoayuda No puedo tener hijos, un ensayo novelado sobre la infertilidad y sus consecuencias. No tener hijos -señala- no significa ser una mujer incompleta.
En 2006 asumió al subdirección de la última hora de  "Protagonistas", presentada por Julia Otero en Punto Radio.
Desde 2007 es subdirectora de "Julia en la Onda".

## Publicaciones
- No puedo tener hijos (2002)  Editorial Plaza y Janés  ISBN 978-84-01-37723-5